# WTA Elite Trophy 2016
WTA Elite Trophy 2016 - жіночий тенісний турнір, що відбувся на кортах Hengqin International Tennis Center у місті Чжухай (Китай) з 1 до 6 листопада 2016 року. Це був 2-й за ліком турнір і в одиночному, і в парному розряді. Змагалися 12 гравчинь в одиночному розряді й 6 пар.

## Призовий фонд і очки
Сумарний призовий фонд турніру Huajin Securities WTA Elite Trophy 2016 Zhuhai становив 2210000 доларів США.
| Етап                                  | Одиночний розряд | Одиночний розряд | Парний розряд | Парний розряд |
| Етап                                  | Грошовий приз    | Очки             | Грошовий приз | Очки          |
| ------------------------------------- | ---------------- | ---------------- | ------------- | ------------- |
| Чемпіонка                             | RR1 + $450,000   | RR + 460         | RR1 + $20,000 | Н/Д           |
| Фіналістка                            | RR + $150,000    | RR + 200         | RR1 + $10,000 | Н/Д           |
| Півфіналістки                         | RR + $15,000     | RR               | Н/Д           | Н/Д           |
| За перемогу в матчі кругового турніру | $92,500          | 1202             | $5,000        | Н/Д           |
| За поразку в матчі кругового турніру  | $20,000          | 402              | Н/Д           | Н/Д           |
| Нагорода за участь                    | Н/Д              | Н/Д              | 15,000        | Н/Д           |
| Нагорода запасній                     | $10,000          | Н/Д              | Н/Д           | Н/Д           |

- 1 RR означає грошовий приз чи очки здобуті на етапі кругового турніру.
- 2 На етапі кругового турніру вайлдкард одержує 80 очок за перемогу і 0 - за поразку.

## Гравчині, що кваліфікувалися

### Одиночний розряд
- Гравчині на золотому тлі кваліфікувалися на турнір.
- Гравчині на брунатному тлі відмовилися від участі в турнірі.

| Місце                     | Гравчиня             | Турніри Великого шлему | Турніри Великого шлему | Турніри Великого шлему | Турніри Великого шлему | Premier Mandatory | Premier Mandatory | Premier Mandatory | Premier Mandatory | Найкращі результати в Premier 5 | Найкращі результати в Premier 5 | Найкращі результати в інших турнірах | Найкращі результати в інших турнірах | Найкращі результати в інших турнірах | Найкращі результати в інших турнірах | Найкращі результати в інших турнірах | Найкращі результати в інших турнірах | Загалом очок | Турнірів | Титулів |
| ------------------------- | -------------------- | ---------------------- | ---------------------- | ---------------------- | ---------------------- | ----------------- | ----------------- | ----------------- | ----------------- | ------------------------------- | ------------------------------- | ------------------------------------ | ------------------------------------ | ------------------------------------ | ------------------------------------ | ------------------------------------ | ------------------------------------ | ------------ | -------- | ------- |
| Місце                     | Гравчиня             | AUS                    | FRA                    | WIM                    | USO                    | INW               | MIA               | MAD               | BEI               | 1                               | 2                               | 1                                    | 2                                    | 3                                    | 4                                    | 5                                    | 6                                    | Загалом очок | Турнірів | Титулів |
| Кваліфікувалися на турнір |                      |                        |                        |                        |                        |                   |                   |                   |                   |                                 |                                 |                                      |                                      |                                      |                                      |                                      |                                      |              |          |         |
| 10                        | Джоанна Конта        | ПФ 780                 | 1/64Ф 10               | 1/32Ф 70               | 1/8Ф 240               | 1/8Ф 120          | ЧФ 215            | 1/32Ф 10          | F 650             | ЧФ 190                          | ЧФ 190                          | П 470                                | ПФ 185                               | 1/8Ф 105                             | 1/8Ф 105                             | ЧФ 60                                | 1/8Ф 55                              | 3455         | 22       | 1       |
| 11                        | Карла Суарес Наварро | ЧФ 430                 | 1/8Ф 240               | 1/8Ф 240               | 1/8Ф 240               | A 0               | 1/32Ф 10          | 1/8Ф 120          | 1/32Ф 10          | П 900                           | ЧФ 190                          | ПФ 185                               | ПФ 185                               | ПФ 110                               | 1/8Ф 105                             | 1/8Ф 105                             | ЧФ 100                               | 3170         | 22       | 1       |
| 12                        | Вікторія Азаренко    | ЧФ 430                 | 1/64Ф 10               | A 0                    | A 0                    | П 1000            | П 1000            | 1/8Ф 120          | A 0               | 1/16Ф 1                         |                                 | П 470                                | 1/8Ф 30                              |                                      |                                      |                                      |                                      | 3061         | 9        | 3       |
| 13                        | Петра Квітова        | 1/32Ф 70               | 1/16Ф 130              | 1/32Ф 70               | 1/8Ф 240               | ЧФ 215            | 1/16Ф 65          | 1/8Ф 120          | ЧФ 215            | П 900                           | 1/8Ф 105                        | ПФ 185                               | ПФ 185                               | Ф 180                                | 1/8Ф 105                             | 1/8Ф 55                              | A 0                                  | 2840         | 20       | 1       |
| 14                        | Еліна Світоліна      | 1/32Ф 70               | 1/8Ф 240               | 1/32Ф 70               | 1/16Ф 130              | 1/16Ф 65          | 1/8Ф 120          | 1/16Ф 65          | ПФ 390            | 1/8Ф 105                        | 1/16Ф 60                        | Ф 305                                | П 280                                | ПФ 185                               | ПФ 185                               | ПФ 185                               | 1/16Ф 1                              | 2456         | 21       | 1       |
| 15                        | Вінус Вільямс        | 1/64Ф 10               | 1/8Ф 240               | ПФ 780                 | 1/8Ф 240               | 1/32Ф 10          | 1/32Ф 10          | A 0               | 1/32Ф 10          | 1/8Ф 105                        | 1/8Ф 105                        | Ф 305                                | П 280                                | 1/16Ф 60                             | 1/8Ф 55                              | 1/8Ф 30                              | 1/16Ф 1                              | 2241         | 15       | 1       |
| 16                        | Каролін Возняцкі     | 1/64Ф 10               | A 0                    | 1/64Ф 10               | ПФ 780                 | 1/32Ф 10          | 1/16Ф 65          | A 0               | 1/8Ф 120          | 1/8Ф 105                        | 1/8Ф 105                        | П 470                                | П 280                                | ПФ 110                               | ЧФ 60                                | ЧФ 60                                | 1/8Ф 55                              | 2240         | 21       | 2       |
| 17                        | Роберта Вінчі        | 1/16Ф 130              | 1/64Ф 10               | 1/16Ф 130              | ЧФ 430                 | 1/8Ф 120          | 1/16Ф 65          | 1/32Ф 10          | 1/16Ф 65          | ЧФ 190                          | 1/8Ф 105                        | П 470                                | 1/8Ф 105                             | ЧФ 100                               | ЧФ 100                               | ЧФ 100                               | 1/16Ф 60                             | 2190         | 22       | 1       |
| 18                        | Тімеа Бачинскі       | 1/32Ф 70               | ЧФ 430                 | 1/16Ф 130              | 1/32Ф 70               | 1/8Ф 120          | ПФ 390            | 1/8Ф 120          | 1/16Ф 65          | ЧФ 190                          | 1/8Ф 105                        | П 280                                | ПФ 110                               | 1/8Ф 105                             | 1/16Ф 1                              | 1/16Ф 1                              | 1/16Ф 1                              | 2188         | 19       | 1       |
| 19                        | Олена Весніна        | Q1 2                   | 1/32Ф 70               | ПФ 780                 | 1/16Ф 130              | Q1 2              | 1/16Ф 95          | 1/16Ф 95          | 1/32Ф 10          | ЧФ 220                          | Q2 20                           | Ф 330                                | ЧФ 100                               | ЧФ 100                               | ЧФ 60                                | 1/8Ф 55                              | 1/16Ф 25                             | 2094         | 19       | 0       |
| 20                        | Саманта Стосур       | 1/64Ф 10               | ПФ 780                 | 1/32Ф 70               | 1/32Ф 70               | 1/8Ф 120          | 1/32Ф 10          | ПФ 390            | 1/32Ф 10          | 1/16Ф 60                        | 1/16Ф 60                        | Ф 180                                | ЧФ 100                               | ЧФ 60                                | ЧФ 60                                | 1/8Ф 55                              | 1/8Ф 55                              | 2090         | 20       | 0       |
| 21                        | Барбора Стрицова     | 1/8Ф 240               | 1/16Ф 130              | 1/16Ф 130              | 1/64Ф 10               | 1/8Ф 120          | 1/32Ф 35          | 1/16Ф 65          | 1/16Ф 65          | ЧФ 190                          | ЧФ 190                          | Ф 305                                | Ф 305                                | 1/8Ф 105                             | ЧФ 60                                | 1/16Ф 60                             | 1/16Ф 60                             | 2070         | 21       | 0       |
| 22                        | Кікі Бертенс         | 1/64Ф 10               | ПФ 780                 | 1/16Ф 130              | 1/64Ф 10               | 1/64Ф 30          | 1/16Ф 95          | A 0               | A 0               | 1/32Ф 1                         | 1/32Ф 1                         | П 298                                | Ф 180                                | ПФ 110                               | ПФ 110                               | ЧФ 60                                | 1/16Ф 18                             | 1912         | 21       | 1       |
| 23                        | Каролін Гарсія       | 1/64Ф 10               | 1/32Ф 70               | 1/32Ф 70               | 1/16Ф 130              | 1/64Ф 10          | 1/16Ф 65          | 1/16Ф 65          | 1/8Ф 120          | 1/16Ф 60                        | 1/32Ф 1                         | П 280                                | П 280                                | ПФ 185                               | П 160                                | ПФ 110                               | 1/8Ф 55                              | 1725         | 26       | 2       |

#### Інші учасниці
Гравчиня, що одержала вайлдкард:
- Ч Шуай

### Парний розряд
| Країна    | Гравчиня            | Країна    | Гравчиня              | Рейтинг1 |
| --------- | ------------------- | --------- | --------------------- | -------- |
| Словенія  | Андрея Клепач       | Іспанія   | Аранча Парра Сантонха | 65       |
| Туреччина | Іпек Сойлу          | КНР       | Сюй Їфань             | 96       |
| Австралія | Анастасія Родіонова | Україна   | Ольга Савчук          | 104      |
| Грузія    | Оксана Калашникова  | Німеччина | Татьяна Марія         | 106      |

- 1 Рейтинг подано станом на 24 жовтня 2016

#### Інші учасниці
Пари, що одержали вайлдкард:
- Лян Чень /  Ван Яфань
- Ян Чжаосюань /  Ю Сяоді

## Переможниці та фіналістки

### Одиночний розряд
- Петра Квітова —  Еліна Світоліна, 6–4, 6–2

### Парний розряд
- Іпек Сойлу /  Сюй Їфань —  Ян Чжаосюань /  Ю Сяоді, 6–4, 3–6, [10–7]